# Alcibiades Diamandi
Alcibiades Diamandi (auch: Alkiviadis Diamandi, Alcibiade Diamandi, Diamanti, Diamandis, Diamantis griechisch Αλκιβιάδης Διαμάντης; * 13. August 1893 in Samarina, Griechenland; † 9. Juli 1948 in Bukarest, Rumänien) war ein aromunischer (vlachischer) faschistischer Aktivist in Griechenland, der besonders während des Ersten und Zweiten Weltkrieges zusammen mit der Italienischen Besatzungsmacht aktiv war.

## Von Samarina nach Rom über Bukarest
Diamandi wurde 1893 in Samarina (dem höchstgelegenen Dorf in Griechenland mit über 1.600 Höhenmetern am östlichen Sporn des Smolikas) geboren. Seine Familie waren reiche aromunische Händler. Nachdem er die rumänische Grundschule in Samarina besucht hatte, setzte er seine Schullaufbahn am griechischen Lyceum in Thessaloniki fort. Zu dieser Zeit gehörte Thessaloniki noch fest zum Osmanischen Reich. Am Vorabend der Balkankriege (1912) begab sich Diamandi – wie viele andere Vlachen Griechenlands – nach Rumänien, wo er sich an der Academia Comercială in Bukarest einschrieb und dort graduierte. Als Rumänien 1916 in den Ersten Weltkrieg eintrat, meldete sich Diamandi freiwillig und diente kurze Zeit als Offizier.
Es ist nicht sicher, ob er aus der rumänischen Armee entlassen wurde, oder eher nach Albanien versetzt wurde, wo er unter italienischer und französischer Aufsicht Mitbegründer der kurzlebigen Republik von Korça (aromun.: Curceaua) wurde (siehe auch: Rilindja). Unter dem Übergangsnamen Republik Pindus handelte es sich dabei um den ersten autonomen Staat der Vlachen in Epirus. In Albanien freundete sich Diamandi mit dem albanischen Politiker Fan S. Noli an, dessen Ideale er teilte.
Nach dem Rückzug der Italiener suchte Diamandi eine Zeit lang Schutz in Sarandë in Albanien und flüchtete dann nach Rom, wo er an Benito Mussolinis faschistischer Bewegung teilnahm. Er wandte sich an die Rumänische Legation (Botschaft) und erhielt einen rumänischen Pass, mit dem er wieder nach Griechenland einreisen konnte. Laut dem griechischen Schriftsteller Stavros Anthemidis wurde Diamandi 1927 amnestiert, nachdem er wegen seines Widerstandes gegen die griechischen Behörden verfolgt worden war.

## Athener Jahre
Kurz nach der Zeit, zu der möglicherweise die Amnestie stattfand, erreichte Diamandi Athen als Vizepräsident der Nationalen Petroleum Kompanie Rumäniens. Er importierte Öl und Holz aus Rumänien und andere Güter. Im Kolonaki-Distrikt mietete er sich eine Wohnung und besuchte oft Bars und Cafés in Piräus. Bei einem dieser Ausflüge wurde er in einen Streit mit einem griechischen Flotten-Kapitän verwickelt und behielt davon eine Narbe, die später immer benutzt wurde um ihn zu identifizieren, wenn er auf der Flucht war.
Diamandi reiste häufig nach Rhodos (damals eine italienische Besitzung) und erregte dabei die Aufmerksamkeit des griechischen Geheimdienstes. Es wird angenommen, dass die griechische Regierung informiert war, das Diamandi ein rumänischer Agent war mit dem Auftrag, die aromunische Bevölkerung zur Auflehnung gegen den griechischen Staat zu bewegen. Während des Regimes von Ioannis Metaxas wurde Diamandi mit einer Ausweisung bestraft, aber er erreichte es, zu bleiben und seine Aktivitäten fort zu führen.

## Der Autonome Staat von „Pindos“
Ende Oktober 1940, als der Griechisch-Italienische Krieg ausbrach, befand sich Diamandi bereits in Konitsa an der albanisch-griechischen Grenze. Die einmarschierenden Italiener zeichneten ihn mit dem Rang eines Commandatore aus und er diente als Übersetzer und Assistent des italienischen Generalobersten Alfredo Guzzoni. Nach der anfänglichen Niederlage Italiens war Diamandi gezwungen, in Tirana unterzutauchen, wo zu dieser Zeit die Italiener herrschten. Er kehrte fünf Monate später im Frühjahr 1941 mit den italienischen Truppen nach Griechenland zurück und gründete die „Vlachische Legion“ (Λεγεώνα των Βλάχων/Βλάχικη Λεγεώνα/Ρωμαϊκή Λεγεώνα). Dieses Mal ging er dazu über den so genannten Autonomen Staat Pindus (Αυτόνομον Κράτος της Πίνδου; oder Autonomen Vlachischen Staat – Αυτόνομον Βλαχικόν Κράτος) im Gebiet vom Epirus und Teilen von Makedonien zu gründen, der als Einrichtung eines "Vlachischen Volksstaates" gedacht war. Er begann sich selbst als Principe zu bezeichnen und skizzierte ein Fürstentum von Pindos (gr. Πριγκιπάτο της Πίνδου; aromun. Printsipat di la Pind) für die vlachisch bevölkerte Region. Diamandis Stellvertreter und Rechte Hand war der Rechtsanwalt aus Larisa Nicola Matushi. Der dritte in der Hierarchie des entstehenden Staates war Rapoutikas Vassilis. Modell für den vlachischen Staat waren die Schweizer Kantone, in diesem Fall vereinigt unter einer Konföderation, dem Fürstentum.
Im Juni 1941 befand sich Diamandi in Grevena, von wo er weiterging nach Metsovo, wo er die Partei der Koutso-Vlachischen Koinotitas (Κόμμα Κοινότητας Κουτσοβλάχων) gründete. Diese war Teil der „Union Rumänischer Kommunities“ (Ένωσις Ρουμανικών Κοινοτήτων). Ein Vlachisches Parlament wurde in Trikala einberufen, aber es wurden keine Gesetze beschlossen, denn das Parlament bestand nur zum Schein. Die Italiener waren wenig darauf bedacht, ihre Macht in der Region zu teilen. Was das Parlament leistete, war jedoch eine Reihe von lokalen Beschränkungen, die, die Verwendung des Griechischen zu Gunsten des Aromunischen betrafen. Das Parlament trug auch Diamandis Wunsch Rechnung, dass die Stadt- und Dorf-Schilder auf Griechisch durch neue Schilder auf Aromunisch und Italienisch ersetzt würden. Dementsprechend wurde Metsovo Aminciu (Aromun.) beziehungsweise Mincio (Ital.), Nympheon wurde Nevesca und Nevesa, Samarina wurde Santa Maria etc.

## Ein Vlachisches Manifest im besetzten Griechenland
Am 1. März 1942 veröffentlichte Diamandi ein umfangreiches Manifesto, das in der örtlichen Presse erschien und 1997 von Stavros Anthemides erneut veröffentlicht wurde (Vlachs of Greece; s. a. die Bibliographie). Das Manifesto wurde von aromunischen Intellektuellen unterzeichnet.
In Rumänien wurde es unterzeichnet von George Murnu, einem Professor an der Universität Bukarest, der aus Veria stammte. Diamandi reiste nach Bukarest kurz nachdem er Murnu kennen gelernt hatte und gemeinsam nahmen sie an einem Treffen mit dem damaligen Führer (Conducător) Rumäniens, Marschall Ion Antonescu und dem Außenminister Mihai Antonescu Teil. Dabei wurde der Status des Fürstentum von Pindos und Mazedonien besprochen.
Eine Option, die Diamandi favorisierte, war es, das Fürstentum unter die Oberherrschaft des Königreich Rumänien als assoziierter „Freistaat“ zu stellen. Diamandi, als Fürst würde dadurch das Recht erhalten an den Consilii de Coroană (Kron-Konzile) teilzunehmen. Eine weitere Option war, das Fürstentum an das regierende Haus Italiens, das Haus Savoyen anzuschließen, aber keine dieser Optionen wurde realisiert.

## Exil in Rumänien
Während des zweiten Jahres italienischer Besetzung entwickelte sich eine starke Guerrilla in dem Gebiet. Der griechische Widerstand, unterstützt durch die Alliierten bekämpfte erbittert die Italo-deutschen Besatzer. Das folgende Chaos veranlasste Diamandi nach Rumänien zurückzukehren. (Möglicherweise wurde er auch zurückbeordert.) Am 21. Februar 1948 wurde er von der rumänischen Polizei festgenommen und starb einige Monate später in der Präfektur der Polizei in Bukarest.
Nach Diamandis Verschwinden wurde der Adlige Hungaro-Aromune Gyula Cseszneky als Fürst von Pindus proklamiert als Julius I. Jedoch setzten weder Julius, noch dessen Bruder Michael jemals ihren Fuss auf ihr Staatsgebiet. Es gab nur einige aromunische Führer, die in ihren Namen handelten.
Diamandis Helfer Matoussi konnte über Athen nach Rumänien fliehen, während Rapoutikas durch eine der griechischen Guerilla-Einheiten in der Nähe von Larissa erschossen wurde (die Griechen banden seine Leiche auf einen Esel und schickten ihn zur Schau durch die vlachischen Dörfer des Pindus).

## Unsichere Quellenlage
Es gibt viele Lücken in der Biographie von Diamandi und er wird nur selten in den wenigen Büchern erwähnt, die sich mit diesem Thema beschäftigen. Laut dem Slawisten Thede Kahl war Diamandi zeitweise der Konsul des Königreichs Rumänien in der albanischen Hafenstadt Vlorë. Die griechischen Historiker vermeiden es völlig, ihn zu erwähnen, während andere Wissenschaftler, die vage Angaben zu ihm machen wie Lena Divani oder Mark Mazower, ihn als extremistisch bezeichnen, ohne konkrete Daten und Angaben machen zu können.
Alkiviadis Diamandi wird in dem Buch The Unwiritten Places des britischen Schriftstellers Tim Salmon von 1995 folgendermaßen charakterisiert:

„Ein pro-faschistischer Lehrer mit Namen Dhiamantis, der während der Besetzungszeit nach Samarina zurückkehrte und versuchte, den faschistischen vlachischen Staat „Fürstentum des Pindus“ zu errichten. Es ist möglich, dass die Idee der Autonomie in einigen nationalistischen vlachischen Brüsten eine Saite zum Schwingen brachte, jedoch waren sie niemals Kollaborateure in dem Umfang, in dem er sie darum anklagte.“

## Begriffsklärung
Die Legion die Diamandi unter seiner Führung aufgestellt hatte, beanspruchte historischen Bezug zu der Legio V Macedonica des Octavian. Dies bezog sich auch auf die Ansicht, dass die Legionen die Begründer der modernen Romanischen Sprachen und des romanischsprachigen Europa gewesen seien. Der Name betonte auch besonders die Verbindung mit Rumänien, da die V. Legion sowohl in Macedonia als auch in Dacia ansässig war – möglicherweise schmeichelte die Bezeichnung auch italienischen Faschisten, und deren Anspruch Imperialer Dominanz.